# Nudora armillata
Nudora armillata är en rundmaskart som beskrevs av Christian Wieser 1959. Nudora armillata ingår i släktet Nudora och familjen Monoposthiidae. Inga underarter finns listade i Catalogue of Life.